# UFC 250
UFC 250 var en MMA-gala anordnad av UFC som ägde rum 6 juni 2020 i UFC:s egna arena UFC APEX i Las Vegas, NV.

## Bakgrund
Huvudmatchen var en titelmatch i fjädervikt mellan regerande mästaren Amanda Nunes och utmanaren, den före detta fjäderviktsmästaren i Invicta FC, Felicia Spencer.

## Ändringar
25 april meddelade Cody Garbrandt via instagram, vilket ESPN och MMAfighting.com bekräftade, att Garbrandt är tänkt att möta Raphael Assunção i bantamvikt.
Den 21 maj meddelades det att en welterviktsmatch mellan Neil Magny och Anthony Rocco Martin lagts till kortet.
Aljamain Sterling skrev 21 maj på twitter att han skall möta Cory Sandhagen i bantamvikt, vilket Sandhagen sedan bekräftade via instagram.
ESPN via Ariel Helwani berättade 21 maj på twitter att Sean O'Malley kommer möta Eddie Wineland i bantamvikt.
Den 22 maj berättade MMAdna att Alex Caceres kommer möta Chase Hooper i fjädervikt.
Vid UFC Fight Night: Woodley vs. Burns presenterade UFC det officiella kortet för galan. Cody Stamann vs. Brian Kelleher i fjädervikt och Evan Dunham vs. Herbert Burns i 150 lb catchvikt hade lagts till underkorten.
Ian Heinisch möter Gerald Meerschaert i mellanvikt, men tvingades kort dra sig ur av då okända anledningar 4 juni 2020. Istället parades Meerschaert med UFC-debutanten, Warrior Xtreme Cagefightings (WXC) welterviktsmästare Anthony Ivy.
Senare tester visade att den i Heinischs hörna som testats positiv för coronaviruset i själva verket inte hade viruset, så Heinisch återinsattes på kortet mot Meerschaert.

### Invägning
Vid invägningen strömmad via Youtube vägde utövarna följande:

## Resultat
1. ↑  150 lb

## Bonusar
Följande MMA-utövare fick bonusar om 50 000 USD vardera:
- Fight of the Night: Ingen utdelad
- Performance of the Night: Cody Garbrandt, Aljamain Sterling, Sean O'Malley och Alex Perez